# Brixton (Devon)
Brixton – wieś i civil parish w Anglii, w Devon, w dystrykcie South Hams. W 2011 civil parish liczyła 1715 mieszkańców. Brixton jest wspomniana w Domesday Book (1086) jako Brisestone/Brisestona.